# Luke Skywalker
Luke Skywalker is een personage uit de Star Wars, gespeeld door acteur Mark Hamill. Luke is de tweelingbroer van prinses Leia. Hun ouders zijn Padmé Amidala en Anakin Skywalker. Skywalker werd opgevoed door zijn oom Owen Lars en tante Beru Whitesun Lars.

## Biografie

### Episode III: Revenge of the SithenObi-Wan Kenobi
Luke en Leia worden geboren in Episode III, net nadat Keizer Palpatine de macht heeft gegrepen en het keizerrijk heeft gesticht. Hun vader, Anakin, is net overgestapt naar de Duistere Kant (Dark Side) en hun moeder overlijdt bij de bevalling.
Om Luke en Leia uit handen van de keizer te houden, wordt Leia ondergebracht bij Bail Organa en zijn vrouw op de planeet Alderaan. Luke wordt bij zijn oom en tante, Owen en Beru Lars ondergebracht op de planeet Tatooine. Zijn pleegouders houden zijn verleden angstvallig stil, bang als zij zijn voor de vergaande macht van de keizer en zijn rechterhand, Darth Vader oftewel Anakin. 

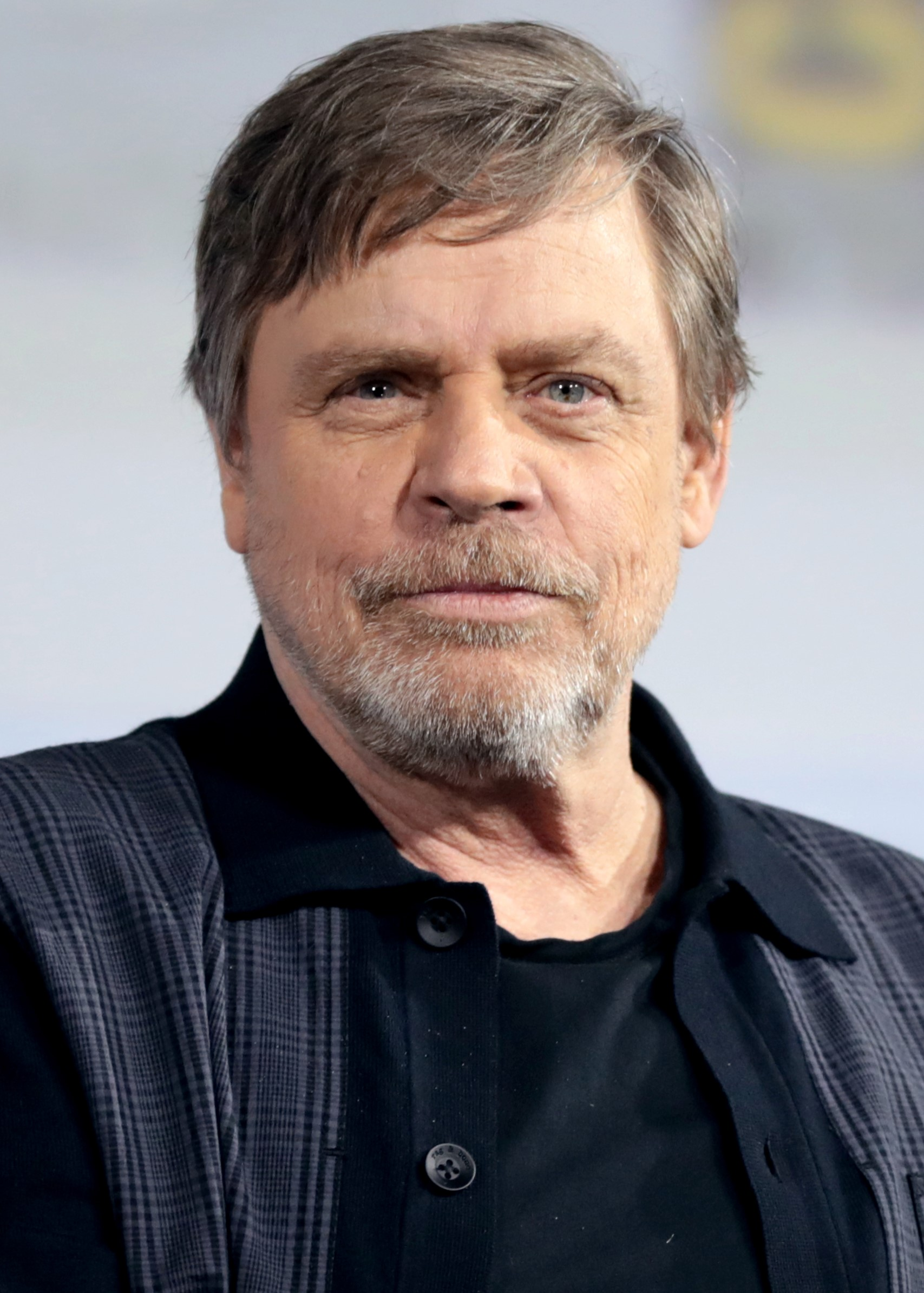
Mark Hamill in 2017

### Episode IV: A New Hope
Luke komt terug als adolescent in Episode IV. Op de boerderij van zijn oom houdt hij zich bezig met het leren overleven in de woestijn en het repareren van robots. Luke wil graag een spannend leven in plaats van het saaie leven op de boerderij en droomt van een opleiding tot piloot op de Rebel Academy. Zijn oom heeft hem echter nodig op de boerderij en Luke mag niet weg, terwijl zijn beste vriend, Biggs Darklighter, wel op weg gaat naar de Academy.
Er komt een grote verandering in zijn leven als zijn oom twee gebruikte robots aanschaft van Jawa-handelaren. De robots, met de identificaties R2-D2 en C-3PO zijn afkomstig van de rebellen en op de vlucht voor het keizerrijk. R2-D2 bevat een videoboodschap van prinses Leia. Luke, niet wetende dat het zijn zuster is, wil haar helpen en krijgt hierbij hulp van Obi-Wan Kenobi (Ben), samen met Yoda de laatste nog in leven zijnde Jediridders. Obi-Wan Kenobi is vroeger de leraar geweest van Anakin Skywalker.
Terwijl Luke met Ben en de robots op zoek gaat naar informatie, worden zijn oom en tante vermoord door de Keizerlijke troepen die op jacht zijn naar de robots. Ook vernielen zij de boerderij. Niets bindt Luke nu nog aan Tatooine en hij besluit met Ben mee te gaan. Deze leert hem de manieren van de Jedi ridders en om gebruik te maken van de De Kracht (The Force), de geheimzinnige kracht die de Jedi ridders gebruiken. Als zoon van Anakin is ook Luke krachtig in het gebruik van De Kracht, hoewel hij nog veel moet leren. Van Ben krijgt Luke zijn lichtzwaard.
Met behulp van de smokkelaars Han Solo en Chewbacca gaan ze in het ruimteschip Millennium Falcon op weg naar Alderaan om de robots terug te geven aan de rebellen. Zij ontdekken dat Alderaan is vernietigd door de Death Star, het machtigste wapen van het keizerrijk, en worden gevangengenomen. Luke ontdekt dat prinses Leia hier ook gevangen wordt gehouden en helpt haar ontsnappen. Bij de ontsnappingspoging wordt Obi-Wan Kenobi gedood door Darth Vader. Dit is al voorzien door Obi-Wan in episode III waarin hij al een toespeling hierop maakt.
Bij een grootschalige aanval op de 'Death Star' speelt Luke een grote rol door met behulp van 'De Kracht' dit gigantische wapen te vernietigen. Luke, Han Solo en Chewbacca worden onderscheiden door prinses Leia.

### Episode V: The Empire Strikes Back
In Episode V zijn de rebellen gevlucht naar de planeet Hoth. Als ze worden ontdekt door het keizerrijk, moeten ze weer vluchten. Luke, samen met R2-D2, gaat ervandoor in een X-wing en reist naar de planeet Dagobah, die hem is genoemd door de geest van Obi-Wan Kenobi. Op deze planeet ontmoet hij Yoda, die hem probeert verder te onderwijzen als Jedi ridder.
Omdat hij zijn vrienden wil redden, breekt Luke de training af. Dit is onderdeel van een plan van Darth Vader om Luke voor de Duistere Kant te winnen. In een duel met lichtzwaarden verliest Luke een hand en komt hij erachter dat Darth Vader zijn echte vader is. Luke wordt gered door Leia, Chewbacca en Lando Calrissian, waarna hij bij de rebellenvloot wordt geopereerd en een kunsthand krijgt. Han Solo is ondertussen gevangengenomen door troepen van Darth Vader en uitgeleverd aan Jabba de Hutt door de premiejager Boba Fett. Jabba is een voormalige opdrachtgever van Han, die voor hem als smokkelaar heeft gewerkt.

### Episode VI: Return of the Jedi
Episode VI begint met de reddingsoperatie van Han Solo uit handen van Jabba de Hutt. Hierna keert Luke terug naar Dagobah om zijn training te hervatten. Luke krijgt te horen dat zijn vader, Anakin Skywalker, is verleid door de Duistere Kant en Darth Vader is geworden. Ook hoort hij dat prinses Leia zijn zuster is. Nadat Yoda heeft gezegd dat Luke de enige is die Darth Vader terug kan halen naar de Lichte Kant van 'De Kracht', overlijdt Yoda.
Het keizerrijk is ondertussen begonnen met de bouw van een nieuwe Death Star in de nabijheid van de Bosmaan Endor. Op de gelijknamige maan van deze planeet is een energiecentrale gebouwd die een energieschild genereert en zal dus moeten worden uitgeschakeld voordat de Death Star aangevallen kan worden. Luke maakt in eerste instantie deel uit van het team dat deze taak op zich heeft genomen, maar omdat zijn aanwezigheid een gevaar kan opleveren, besluit hij zich over te geven aan de keizerlijke macht, maar niet voordat hij Leia heeft verteld dat zij broer en zus zijn en dat Darth Vader hun vader is.
Darth Vader brengt zijn zoon bij keizer Palpatine, oftewel Darth Sidious. De keizer probeert Luke over te halen naar de Duistere Kant en belooft hem van alles, als hij zijn vader verslaat in een duel tot de dood. Luke verwondt zijn vader wel, maar hij biedt weerstand tegen de keizer. Als de boze keizer zijn krachten loslaat op Luke, wordt deze door Darth Vader naar zijn dood geworpen in een diepe schacht. In de laatste minuten van zijn leven houdt Darth Vader op te bestaan en wordt hij weer Anakin Skywalker. Met een shuttle brengt Luke het lichaam van zijn vader naar Endor en cremeert het op een brandstapel. Tijdens de feestelijkheden ter viering van de overwinning op het keizerrijk, ziet Luke de geesten van Yoda, Obi-Wan Kenobi en Anakin Skywalker. Daar eindigt het verhaal omtrent Luke in de films van George Lucas.

### Episode VII: The Force Awakens
Nadat zijn neef en leerling Ben Solo overliep naar de Dark Side en de naam Kylo Ren aannam, is Luke verdwenen. Hij heeft zich teruggetrokken op een eiland op de oceaanplaneet Ahch-To, waar de eerste Jedi tempel staat. Na zijn jarenlange ballingschap op het eiland, verschijnt de jonge Rey, die hem zijn oude lichtzwaard aanbiedt. 

### Episode VIII: The Last Jedi
Luke, die tijdens zijn ballingschap zich van de Force heeft afgesloten, weigert Rey te trainen in de gebruiken van de Jedi. Langzaam weet ze hem te overtuigen om haar toch te trainen. Luke ontdekt snel dat Rey een zeer sterke connectie heeft met de Force, en beschikt over enorme krachten, die hem bang maken. 
Luke durft eindelijk onder ogen zien dat hij verantwoordelijk is voor de dood van zijn leerlingen en de bekering van zijn neef Ben. Tijdens de training van Ben voelde Luke de enorme tweestrijd tussen goed en kwaad in Ben. Bang om zijn neef dezelfde kant te zien opgaan als Anakin, activeert hij zijn lichtzwaard terwijl Ben slaapt. 
Rey blijkt een enorme sterke connectie te hebben met Kylo, die nog altijd in tweestrijd is met zichzelf. Rey wil samen met Luke de confrontatie met Kylo en Snoke aangaan, maar Luke weigert zijn eiland te verlaten. Zodra Rey weg is, besluit hij voor eens en voor altijd af te rekening met de Jedi en hun gedachtegoed. Hij wil de eeuwenoude boom, die verbonden is met de Force en die de oudste geschriften van de Jedi bewaart, afbranden. Wanneer het hem niet lukt, doet de Force Ghost van Yoda het. Luke is geschokt om wat zijn oude meester deed, maar al snel komt hij tot de conclusie dat de oude meester gelijk heeft, en dat de oude rituelen van de Jedi tot hun einde hebben geleid, en dat er verandering in dient te komen. 
Luke keert terug naar zijn meditatiesteen, waar hij een diepe connectie maakt met de Force, en een afspiegeling van zichzelf de confrontatie laat aangaan met Kylo Ren in de hoop om zo zijn zus en de rest van het verzet voldoende tijd te geven om te vluchten. Na zijn enorme krachtinspanning en de aanvaarding van zijn falen, gaat Luke op in de Force.

### The Mandalorian en The Book of Bobba Fett
Luke Skywalker speelt een kleine rol in seizoen 2 aflevering 8 van The Mandalorian. Luke komt het Yoda-achtige kindje Grogu halen bij de reddingsactie op de  Light Emperial Cruiser. Ook keerde Luke Skywalker terug in aflevering 6 van The Book of Boba Fett.

### Expanded Universe
Luke speelt een grote rol in het Star Wars Expanded Universe. Hierin is het leven van Luke Skywalker zeer uitgebreid (ook over de periodes door de films worden overlapt, maar niet worden getoond). Het is bijvoorbeeld Luke die de locatie op Hoth vindt, waar de rebellen zich hebben gehergroepeerd in Episode V. Tevens wordt hij tussentijds verliefd op Shira Brie, die hij kort daarna per ongeluk zou doden, tijdens een gevecht waarbij hij wederom moest vertrouwen op zijn kracht als Jedi. Maar later zou blijken dat Brie een geheim agente van het Keizerrijk was.
Na de slag op Endor gaat zijn verhaal verder. Zo zou Luke na de films een zeer gerespecteerd Jedi-meester worden en vele generaties Padawan opleiden om de eeuwenoude traditie van de Jedi opnieuw te doen opleven. Tevens ontmoet hij Mara Jade, die in eerste instantie erop uit is om hem te doden, maar later krijgen ze gevoelens voor elkaar en trouwen ze.

## Stamboom Skywalkerfamilie
Stamboom van de familie Skywalker in de officiële filmreeks:
| Cliegg Lars    | Cliegg Lars    | Cliegg Lars    | Cliegg Lars    | Cliegg Lars    | Cliegg Lars    |  |  | Shmi Skywalker   | Shmi Skywalker   | Shmi Skywalker   | Shmi Skywalker   | Shmi Skywalker   | Shmi Skywalker   |          |          |               |               |               |               |               |               |             |             |             |             |             |             |             |             |  |  |  |  |  |  |  |  |
| Cliegg Lars    | Cliegg Lars    | Cliegg Lars    | Cliegg Lars    | Cliegg Lars    | Cliegg Lars    |  |  | Shmi Skywalker   | Shmi Skywalker   | Shmi Skywalker   | Shmi Skywalker   | Shmi Skywalker   | Shmi Skywalker   |          |          |               |               |               |               |               |               |             |             |             |             |             |             |             |             |  |  |  |  |  |  |  |  |
|                |                |                |                |                |                |  |  |                  |                  |                  |                  |                  |                  |          |          |               |               |               |               |               |               |             |             |             |             |             |             |             |             |  |  |  |  |  |  |  |  |
| Owen Lars      | Owen Lars      | Owen Lars      | Owen Lars      | Owen Lars      | Owen Lars      |  |  | Anakin Skywalker | Anakin Skywalker | Anakin Skywalker | Anakin Skywalker | Anakin Skywalker | Anakin Skywalker |          |          | Padmé Amidala | Padmé Amidala | Padmé Amidala | Padmé Amidala | Padmé Amidala | Padmé Amidala |             |             | Bail Organa | Bail Organa | Bail Organa | Bail Organa | Bail Organa | Bail Organa |  |  |  |  |  |  |  |  |
| Owen Lars      | Owen Lars      | Owen Lars      | Owen Lars      | Owen Lars      | Owen Lars      |  |  | Anakin Skywalker | Anakin Skywalker | Anakin Skywalker | Anakin Skywalker | Anakin Skywalker | Anakin Skywalker |          |          | Padmé Amidala | Padmé Amidala | Padmé Amidala | Padmé Amidala | Padmé Amidala | Padmé Amidala |             |             | Bail Organa | Bail Organa | Bail Organa | Bail Organa | Bail Organa | Bail Organa |  |  |  |  |  |  |  |  |
|                |                |                |                |                |                |  |  |                  |                  |                  |                  |                  |                  |          |          |               |               |               |               |               |               |             |             |             |             |             |             |             |             |  |  |  |  |  |  |  |  |
|                |                |                |                |                |                |  |  |                  |                  |                  |                  |                  |                  |          |          |               |               |               |               |               |               |             |             |             |             |             |             |             |             |  |  |  |  |  |  |  |  |
| Luke Skywalker | Luke Skywalker | Luke Skywalker | Luke Skywalker | Luke Skywalker | Luke Skywalker |  |  |                  |                  |                  |                  |                  |                  | Han Solo | Han Solo | Han Solo      | Han Solo      | Han Solo      | Han Solo      |               |               | Leia Organa | Leia Organa | Leia Organa | Leia Organa | Leia Organa | Leia Organa |             |             |  |  |  |  |  |  |  |  |
| Luke Skywalker | Luke Skywalker | Luke Skywalker | Luke Skywalker | Luke Skywalker | Luke Skywalker |  |  |                  |                  |                  |                  |                  |                  | Han Solo | Han Solo | Han Solo      | Han Solo      | Han Solo      | Han Solo      |               |               | Leia Organa | Leia Organa | Leia Organa | Leia Organa | Leia Organa | Leia Organa |             |             |  |  |  |  |  |  |  |  |
|                |                |                |                |                |                |  |  |                  |                  |                  |                  |                  |                  |          |          |               |               |               |               |               |               |             |             |             |             |             |             |             |             |  |  |  |  |  |  |  |  |
|                |                |                |                |                |                |  |  |                  |                  |                  |                  |                  |                  |          |          |               |               | Ben Solo      |               |               |               |             |             |             |             |             |             |             |             |  |  |  |  |  |  |  |  |

Stamboom van de familie Skywalker volgens de Expanded Universe:
| Cliegg Lars    | Cliegg Lars    | Cliegg Lars    | Cliegg Lars    | Cliegg Lars    | Cliegg Lars    |               |               | Shmi Skywalker   | Shmi Skywalker   | Shmi Skywalker   | Shmi Skywalker   | Shmi Skywalker   | Shmi Skywalker   |            |            |               |               |               |               |               |               |            |            |             |             |             |             |             |             |          |          |          |          |  |  |             |             |             |             |             |             |
| Cliegg Lars    | Cliegg Lars    | Cliegg Lars    | Cliegg Lars    | Cliegg Lars    | Cliegg Lars    |               |               | Shmi Skywalker   | Shmi Skywalker   | Shmi Skywalker   | Shmi Skywalker   | Shmi Skywalker   | Shmi Skywalker   |            |            |               |               |               |               |               |               |            |            |             |             |             |             |             |             |          |          |          |          |  |  |             |             |             |             |             |             |
|                |                |                |                |                |                |               |               |                  |                  |                  |                  |                  |                  |            |            |               |               |               |               |               |               |            |            |             |             |             |             |             |             |          |          |          |          |  |  |             |             |             |             |             |             |
| Owen Lars      | Owen Lars      | Owen Lars      | Owen Lars      | Owen Lars      | Owen Lars      |               |               | Anakin Skywalker | Anakin Skywalker | Anakin Skywalker | Anakin Skywalker | Anakin Skywalker | Anakin Skywalker |            |            | Padmé Amidala | Padmé Amidala | Padmé Amidala | Padmé Amidala | Padmé Amidala | Padmé Amidala |            |            | Bail Organa | Bail Organa | Bail Organa | Bail Organa | Bail Organa | Bail Organa |          |          |          |          |  |  |             |             |             |             |             |             |
| Owen Lars      | Owen Lars      | Owen Lars      | Owen Lars      | Owen Lars      | Owen Lars      |               |               | Anakin Skywalker | Anakin Skywalker | Anakin Skywalker | Anakin Skywalker | Anakin Skywalker | Anakin Skywalker |            |            | Padmé Amidala | Padmé Amidala | Padmé Amidala | Padmé Amidala | Padmé Amidala | Padmé Amidala |            |            | Bail Organa | Bail Organa | Bail Organa | Bail Organa | Bail Organa | Bail Organa |          |          |          |          |  |  |             |             |             |             |             |             |
|                |                |                |                |                |                |               |               |                  |                  |                  |                  |                  |                  |            |            |               |               |               |               |               |               |            |            |             |             |             |             |             |             |          |          |          |          |  |  |             |             |             |             |             |             |
|                |                |                |                |                |                |               |               |                  |                  |                  |                  |                  |                  |            |            |               |               |               |               |               |               |            |            |             |             |             |             |             |             |          |          |          |          |  |  |             |             |             |             |             |             |
| Luke Skywalker | Luke Skywalker | Luke Skywalker | Luke Skywalker | Luke Skywalker | Luke Skywalker |               |               | Mara Jade        | Mara Jade        | Mara Jade        | Mara Jade        | Mara Jade        | Mara Jade        |            |            | Han Solo      | Han Solo      | Han Solo      | Han Solo      | Han Solo      | Han Solo      |            |            | Leia Organa | Leia Organa | Leia Organa | Leia Organa | Leia Organa | Leia Organa |          |          |          |          |  |  |             |             |             |             |             |             |
| Luke Skywalker | Luke Skywalker | Luke Skywalker | Luke Skywalker | Luke Skywalker | Luke Skywalker |               |               | Mara Jade        | Mara Jade        | Mara Jade        | Mara Jade        | Mara Jade        | Mara Jade        |            |            | Han Solo      | Han Solo      | Han Solo      | Han Solo      | Han Solo      | Han Solo      |            |            | Leia Organa | Leia Organa | Leia Organa | Leia Organa | Leia Organa | Leia Organa |          |          |          |          |  |  |             |             |             |             |             |             |
|                |                |                |                |                |                |               |               |                  |                  |                  |                  |                  |                  |            |            |               |               |               |               |               |               |            |            |             |             |             |             |             |             |          |          |          |          |  |  |             |             |             |             |             |             |
|                |                |                |                |                |                |               |               |                  |                  |                  |                  |                  |                  |            |            |               |               |               |               |               |               |            |            |             |             |             |             |             |             |          |          |          |          |  |  |             |             |             |             |             |             |
|                |                |                |                | Ben Skywalker  | Ben Skywalker  | Ben Skywalker | Ben Skywalker | Ben Skywalker    | Ben Skywalker    |                  |                  | Jaina Solo       | Jaina Solo       | Jaina Solo | Jaina Solo | Jaina Solo    | Jaina Solo    |               |               | Jacen Solo    | Jacen Solo    | Jacen Solo | Jacen Solo | Jacen Solo  | Jacen Solo  |             |             | Tenel Ka    | Tenel Ka    | Tenel Ka | Tenel Ka | Tenel Ka | Tenel Ka |  |  | Anakin Solo | Anakin Solo | Anakin Solo | Anakin Solo | Anakin Solo | Anakin Solo |
|                |                |                |                | Ben Skywalker  | Ben Skywalker  | Ben Skywalker | Ben Skywalker | Ben Skywalker    | Ben Skywalker    |                  |                  | Jaina Solo       | Jaina Solo       | Jaina Solo | Jaina Solo | Jaina Solo    | Jaina Solo    |               |               | Jacen Solo    | Jacen Solo    | Jacen Solo | Jacen Solo | Jacen Solo  | Jacen Solo  |             |             | Tenel Ka    | Tenel Ka    | Tenel Ka | Tenel Ka | Tenel Ka | Tenel Ka |  |  | Anakin Solo | Anakin Solo | Anakin Solo | Anakin Solo | Anakin Solo | Anakin Solo |
|                |                |                |                |                |                |               |               |                  |                  |                  |                  |                  |                  |            |            |               |               |               |               |               |               |            |            |             |             |             |             |             |             |          |          |          |          |  |  |             |             |             |             |             |             |
|                |                |                |                |                |                |               |               |                  |                  |                  |                  |                  |                  |            |            |               |               |               |               |               |               |            |            | Allana Solo |             |             |             |             |             |          |          |          |          |  |  |             |             |             |             |             |             |